# Station Beeston
Beeston is een spoorwegstation in Engeland. 